# Sovrintendenza capitolina ai beni culturali
La Sovrintendenza capitolina ai beni culturali è una struttura di linea di Roma Capitale che opera nella gestione, manutenzione e valorizzazione dei beni archeologici, storico-artistici e monumentali di proprietà comunale nel territorio di Roma.

## Storia
Poco dopo la breccia di Porta Pia e l'unione di Roma al Regno d'Italia fu istituita, nel 1872, la Commissione archeologica comunale, con il compito di supervisionare le attività edilizie nell'ambito delle trasformazioni urbanistiche che stavano interessando la città.
Nel 1900 furono istituiti anche il Comitato di storia ed arte e la Commissione per la conservazione delle mura. L'incremento del patrimonio archeologico, storico e artistico tutelato, portò tuttavia alla necessità di ridisegnare il quadro di gestione e valorizzazione dei beni culturali, optando per la nascita di un unico ente in grado di coniugare le due attività di concerto con le competenti soprintendenze statali. Negli anni del governatorato di Roma, con deliberazione n° 6105 del 1926, fu istituita la Ripartizione X Antichità e Belle Arti, la cui direzione spettava ad un Primo dirigente, che solo tra il 1967 e il 1968 assunse la denominazione di Sovraintendente ai musei, gallerie, scavi e monumenti.
Nel 1998 questo ufficio fu trasformato in struttura extra-dipartimentale, per poi rientrare a partire dal 2002 tra le strutture del comune di Roma, poi trasformato nell'ente Roma Capitale.

## Organizzazione
La Sovrintendenza è suddivisa in tre direzioni e tre unità organizzative correlate: la direzione musei civici, la direzione patrimonio artistico delle ville storiche (con la correlata u.o. Archivio Storico Capitolino), la direzione valorizzazione e gestione e la direzione interventi su edilizia monumentale (con la correlata u.o. tecnica di progettazione) e la u.o. valorizzazione e gestione (correlata al ruolo del sovrintendente).
Il sovrintendente Claudio Parisi Presicce è in carica dal 30 giugno 2022 e ha ricoperto il medesimo ruolo dal 13 giugno 2013 al 15 marzo 2019.

## Sovrintendenti
La nomina del direttore, o sovrintendente, della Sovrintendenza viene decisa dal sindaco in carica e non è sottoposta alla durata di un mandato.
Dal 1998 i direttori sono stati:
- Eugenio La Rocca (1998[3] - 2008)
- Umberto Broccoli (2008 - 2013)
- Claudio Parisi Presicce (2013 - 2019)
- Maria Vittoria Marini Clarelli (2019 - 2022)
- Claudio Parisi Presicce (dal 2022)

## Patrimonio
La Sovrintendenza cura numerosi palazzi storici, siti archeologici e monumenti vari, a cui si aggiunge l'intero perimetro delle mura urbane di Roma, che rappresentano le varie età dello sviluppo urbanistico della città. Diversi siti tutelati sono inoltre parte integrante delle infrastrutture cittadine, come ad esempio alcuni ponti che scavalcano i fiumi Tevere e Aniene (ponte Cestio, ponte Fabricio, ponte Milvio, ponte Sisto, ponte Nomentano, ponte Salario e ponte Vittorio Emanuele II) o come gli antichi componenti della rete idrica romana (la Cloaca Massima oltre che gli acquedotti Claudio, Traiano, Aqua Marcia e Aqua Virgo).
I siti tutelati dalla Sovrintendenza possono essere suddivisi in base all'epoca: Roma antica, Roma medievale e moderna e Roma contemporanea.

### Roma antica
La Sovrintendenza gestisce le aree archeologiche di: Antemnae, piazzale Clodio, via Cilicia, via delle Botteghe Oscure, Sant'Omobono Ludus Magnus, Monte Testaccio, necropoli di San Paolo, Centocelle, stadio di Domiziano, via Alessandrina, Colle Oppio, Villa dei Gordiani, Settecamini, largo Argentina, Circo Massimo, Fori Imperiali e parco del Celio.
I monumenti gestiti sono:
- Anfiteatro castrense;
- Antemnae;
- Arco di Gallieno (o porta Esquilina);
- Auditorium di Mecenate;
- Basilica e catacomba di Generosa;
- Basilica e catacomba di San Valentino;
- Casa protostorica di Fidene;
- Casa romana sotto il Museo Barracco;
- Casale di Giovio;
- Catacomba di via Rovigno;
- Circo Massimo e mitreo del Circo Massimo;
- Cisterna di via Cristoforo Colombo;
- Cisterna di largo Zucchi;
- Cisterna di piazza Ronchi;
- Cloaca Massima;
- Colombari di via Taranto;
- Colombario di Pomponio Hylas;
- Colombario di via Olevano Romano;
- Colombario di via Pinciana;
- Domus Parthorum;
- Excubitorium;
- Fontana di via Cesare Baronio;
- Insula dell'Ara Coeli;
- Insula dell'Aventino;
- Insula di San Paolo alla Regola;
- Ipogeo di via Giovanni Lanza;
- Ipogeo di via Livenza;
- Ipogeo di villa Glori;
- Latrina Romana;
- Ludus Magnus;
- Mausoleo di Augusto;
- Mausoleo di Lucilio Peto;
- Mausoleo di Menenio Agrippa;
- Mausoleo di Monte del Grano;
- Mausoleo di Tor di Quinto;
- Monte Testaccio;
- Necropoli di San Paolo;
- Ninfeo degli Annibaldi;
- Ninfeo di Alessandro (o Trofei di Mario);
- Ninfeo di Colle Oppio;
- Ninfeo di via dell'Amba Aradam;
- Ponte Cestio, ponte Fabricio, ponte Milvio e strutture fluviali, ponte Nomentano e ponte Salario;
- Porta Asinaria e porta Tiburtina;
- Portico di Ottavia;
- Porticus Aemilia;
- Privata Traiani Domus;
- Sepolcreto Salario;
- Sepolcri repubblicani di via Statilia;
- Sepolcro dei Veienti;
- Sepolcro di Elio Callistio;
- Sepolcro di largo Preneste;
- Sepolcro di largo Talamo;
- Sepolcro di Marco Virgilio Eurisace;
- Sepolcro di Priscilla;
- Sepolcro di via Filarete;
- Sepolcro di via Bisignano;
- Stadio di Domiziano;
- Tabularium e tempio di Veiove;
- Teatro di Marcello;
- Tempio del Divo Claudio;
- Tempio di Apollo Sosiano e tempio di Bellona;
- Templi romani della basilica di San Nicola in Carcere;
- Terme di Tito;
- Tomba di Annia Regilla e mausoleo di Sant'Urbano martire;
- Tomba nel Bioparco;
- Torraccio della Cecchina;
- Torrione prenestino;
- Villa della Palombara (cosiddetta di Plinio);

### Roma medievale e moderna
Tra i beni appartenenti alle epoche medievale e moderna sono ricompresi alcuni edifici e complessi architettonici oltre che alcune fontane, monumenti, edicole sacre e lapidi commemorative.
I complessi architettonici gestiti sono:
- Albergo della catena;
- Casa dei Cavalieri di Rodi;
- Casali Mellini;
- Casina dei Pierleoni;
- Casina dei Vallati;
- Casina del Cardinal Bessarione;
- Chiesa di Sant'Omobono;
- Cimitero del Verano;
- Complesso architettonico di piazza del Popolo;
- Palazzetto di Flaminio Ponzio in piazza di Campitelli;
- Palazzo in piazza Lovatelli, 35 (sede della Sovrintendenza);
- Ponte Sisto;
- Ponte Vittorio Emanuele II;
- Sala Santa Rita (ex Chiesa di Santa Rita da Cascia in Campitelli);
- Scalinata di Trinità dei Monti;
- Torre dei Conti.

#### Monumenti
I monumenti gestiti sono:
- Guglia di Pio IX in piazza di San Bartolomeo all'Isola;
- Mausoleo Ossario Garibaldino;
- Monumento a Camillo Cavour in piazza Cavour;
- Monumento a Cola di Rienzo al lato della Cordonata;
- Monumento a Giordano Bruno a campo de' Fiori;
- Monumento a Giuseppe Gioachino Belli nell'omonima piazza;
- Monumento a Giuseppe Mazzini in piazzale Ugo La Malfa;
- Monumento a Pietro Metastasio in piazza della Chiesa Nuova;
- Monumento a Quintino Sella in via Cernaia;
- Monumento a San Francesco d'Assisi in piazza di Porta San Giovanni;
- Monumento a Federico Seismit-Doda in piazza Benedetto Cairoli;
- Monumento a Silvio Spaventa in via Cernaia;
- Monumento al Bersagliere in piazzale di Porta Pia;
- Monumento a Giorgio Castriota Scanderbeg in piazza Albania;
- Monumento a Nicola Spedalieri in piazza Sforza Cesarini;
- Monumento a Simon Bolivar in piazzale Bolivar;
- Monumento a Trilussa in piazza Trilussa;
- Monumento a Alfredo Oriani nel parco del Colle Oppio;
- Monumento a Marco Minghetti in piazza di San Pantaleo;
- Monumento a Giuseppe Garibaldi in piazzale Garibaldi.

#### Fontane
Le fontane gestite sono:
- Fontana dei Catecumeni;
- Fontana dei Dioscuri;
- Fontana dei Leoni;
- Fontana dei Quattro Fiumi;
- Fontana dei Tritoni;
- Fontana del Babuino;
- Fontana del Facchino;
- Fontana del Mascherone;
- Fontana del Mosè;
- Fontana del Nettuno di piazza del Popolo;
- Fontana del Prigione;
- Fontana del Teatro Apollo;
- Fontana del Tritone;
- Fontana dell'Acqua Paola al Gianicolo;
- Fontana dell'Acqua Paola in piazza Trilussa;
- Fontana dell'obelisco Lateranense;
- Fontana della Barcaccia;
- Fontana della dea Roma in piazza del Campidoglio;
- Fontana della dea Roma in piazza del Popolo;
- Fontana della Navicella;
- Fontana della Terrina;
- Fontana delle Anfore;
- Fontana delle Api;
- Fontana delle Cariatidi;
- Fontana delle Naiadi;
- Fontana delle Rane;
- Fontana delle Tartarughe;
- Fontana di campo de' Fiori;
- Fontana di piazza Cairoli;
- Fontana di piazza del Viminale;
- Fontana di piazza Colonna;
- Fontana di piazza dell'Aracoeli;
- Fontana di piazza della Rotonda;
- Fontana di piazza delle Cinque Scole;
- Fontana di piazza Mazzini;
- Fontana di piazza Nicosia;
- Fontana di piazza Pietro d'Illiria;
- Fontana di piazza di Santa Maria in Trastevere;
- Fontana di piazzale degli Eroi;
- Fontana di Pio IX in lungotevere Testaccio;
- Fontana di Pio IX in piazza Mastai;
- Fontana di Trevi;
- Fontana di via Annia;
- Fontana di via di San Gregorio;
- Fontana-sarcofago di largo Amba Aradam;
- Fontane-sarcofago di piazza del Popolo;
- Quattro Fontane.

#### Ville, parchi e giardini
- Giardino degli Aranci;
- Giardino del Quirinale (già "di Carlo Alberto");
- Giardino di Sant'Alessio;
- Giardino di Sant'Andrea al Quirinale;
- Parco della Mole Adriana;
- Parco della Pineta Sacchetti;
- Parco degli Scipioni;
- Parco di Colle Oppio;
- Parco di San Gregorio al Celio;
- Parco di San Sebastiano;
- Parco Virgiliano;
- Passeggiata del Gianicolo;
- Passeggiata del Pincio;
- Villa Ada;
- Villa Alberoni Paganini;
- Villa Aldobrandini;
- Villa Balestra;
- Villa Bonelli;
- Villa Borghese;
- Villa Carpegna;
- Villa Celimontana;
- Villa Chigi;
- Villa Doria Pamphilj;
- Villa Fiorelli;
- Villa Flora;
- Villa Glori;
- Villa Grazioli;
- Villa Lais;
- Villa Lazzaroni;
- Villa Leopardi Dittajuti;
- Villa Mazzanti;
- Villa Mercede;
- Villa Osio;
- Villa Sciarra;
- Villa Torlonia;
- Villa Veschi.

### Roma contemporanea
- Museo di arte contemporanea;
- Nuovo museo dell'Ara Pacis;
- Obelisco Novecento, di Arnaldo Pomodoro;
- Orizzonte galleggiante, di Nathalie Junod Ponsard;
- Rope, di Arthur Duff;
- Interferenza n. 7, di Pietro Consagra;
- Giano nel cuore di Roma, di Pietro Consagra;
- Monumento in memoria di Alcide De Gasperi, di Maria Dompè;
- Dea Roma, di Igor Mitoraj;
- La foresta d'acciaio, di Giuseppe Spagnulo, Lucio Agazzi, Maurizio Costacurta, Nicola Agazzi, Gabriele Amadori, Enrico Pocopagni e Paolo Pittaluga;
- Foglie di pietra, di Giuseppe Penone.